# Продуктивність пласта
Продуктивність пласта (англ. seam productivity, producing capacity,нім. Flözproduktivität f) – при вуглевидобутку - маса вугілля (сланцю), що припадає на 1 м²
площі пласта. Визначається як добуток потужності пласта на середню об’ємну густину вугілля (сланцю).